# 434 TCN
Năm 434 TCN là một năm trong lịch Julius. 